# Francesco Brioschi
Francesco Brioschi (Milão, 22 de dezembro de 1824 — Milão, 13 de dezembro de 1897) foi um matemático italiano.

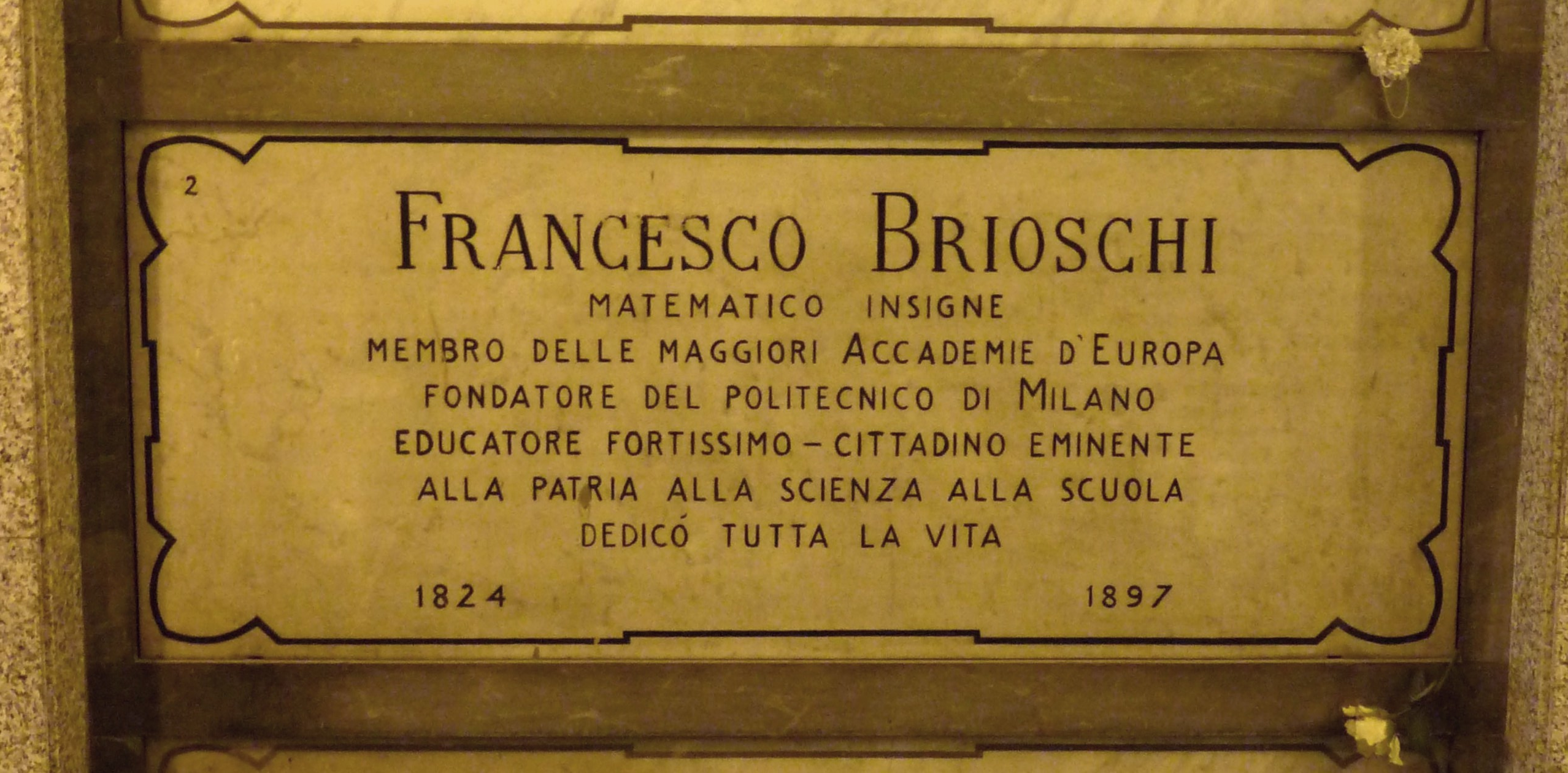
Sepultura de Brioschi no Cemitério Monumental de Milão

## Obras
- Opere matematiche di Francesco Brioschi. Pubblicate per cura del comitato per le onoranze a Francesco Brioschi (G. Ascoli, E. Beltrami, G. Colombo, L. Cremona, G. Negri, G. Schiaparelli) vol. 1 (U. Hoepli,Milano, 1901–1909)
- Opere matematiche di Francesco Brioschi pubblicate per cura del Comitato per le onoranze a Francesco Brioschi...(vols. 1-5) (U. Hoepli, Milano, 1901–1909)
- Théorie des déterminants et leurs principales applications (Mallet-Bachelier, Paris, 1856) (French translation of "La teorica dei determinanti e le sue principali applicazioni" by E. Combescure)

## Ligações externas

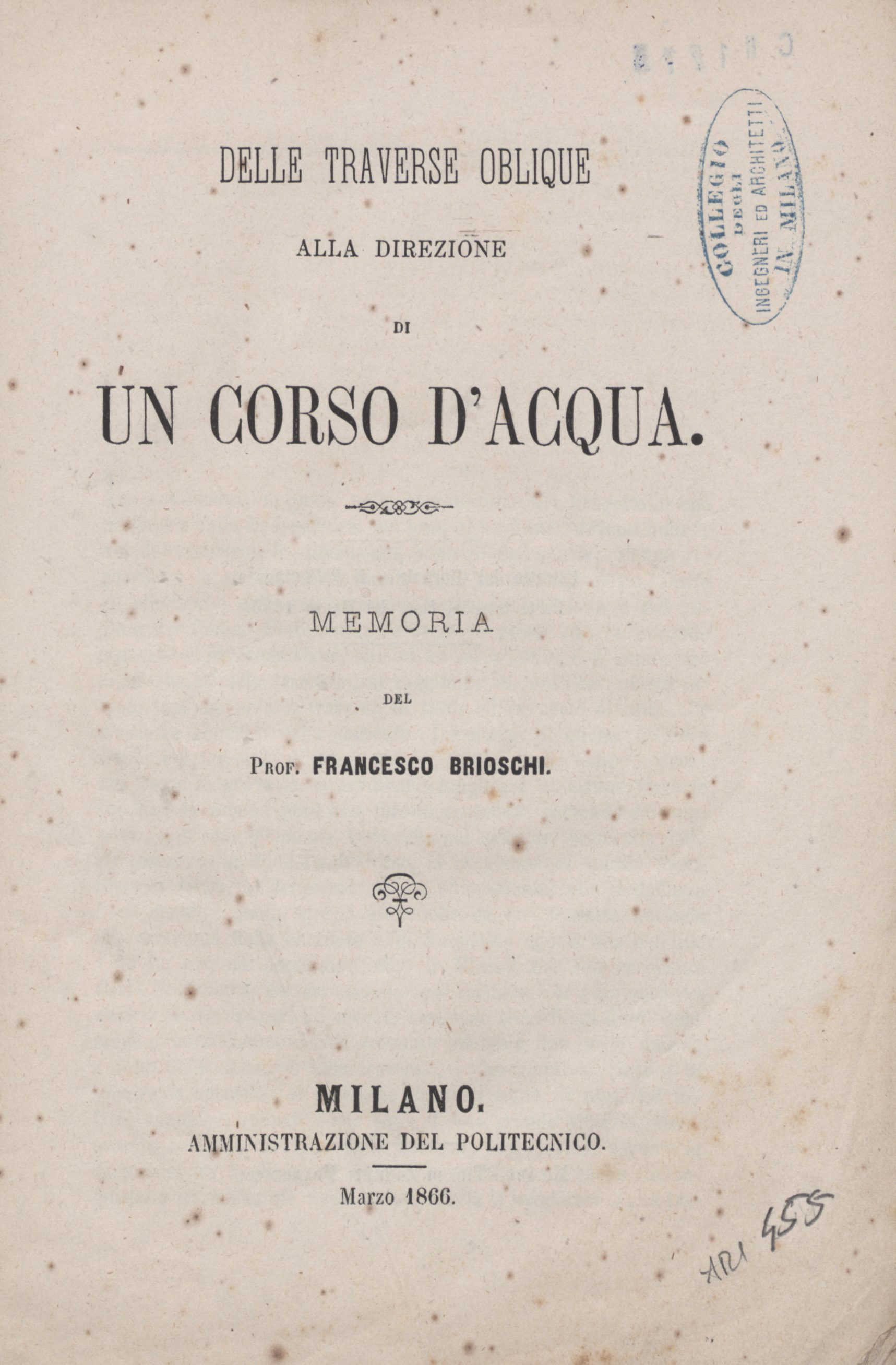
Delle traverse oblique alla direzione di un corso d'acqua (1866)